# بصري (إسماعيل خاني)
بصري (بالفارسية: بصری) هي قرية تقع في إيران في قسم دشتي إسماعيل خاني الريفي. يقدر عدد سكانها بـ 106 نسمة بحسب إحصاء 2016.